# GAL (elektronika)
GAL (ang. Generic Array Logic) – następca układów PAL posiadający możliwość wielokrotnego reprogramowania struktury logicznej.
Tak jak jego protoplasta posiada układ programowalnej matrycy bramek AND, ale dodatkowo wyposażono go w programowalne makrokomórki wyjściowe OLMC (ang. Output Logic Macro Cell) pozwalające na wybór trybu pracy, dla każdego z wyjść osobno (proste, złożone, rejestrowe). Specjalna odmiana ispGAL pozwala na reprogramowanie struktury logicznej „w układzie” (ang. In-System Programming), czyli bez potrzeby wymontowywania układu scalonego z urządzenia.